# Angiopteris sparsisora
Angiopteris sparsisora är en kärlväxtart som beskrevs av Ren Chang Ching. Angiopteris sparsisora ingår i släktet Angiopteris och familjen Marattiaceae. Inga underarter finns listade i Catalogue of Life.